# Episodi di Chrno Crusade
Questa è una lista degli episodi dell'anime Chrno Crusade.

## Lista episodi
| Nº | Titolo italiano Giapponese 「Kanji」 - Rōmaji          | In onda          | In onda        |
| Nº | Titolo italiano Giapponese 「Kanji」 - Rōmaji          | Giapponese       | Italiano       |
| 1  | Sorella Rosette 「シスターロゼット」 - Shisutā Rozetto | 25 novembre 2003 | 29 luglio 2009 |
| 2  | Il contratto 「契約者」 - Keiyakusha                   | 2 dicembre 2003  | 30 luglio 2009 |
| 3  | Apostoli 「御使い」 - Mitsukai                         | 9 dicembre 2003  | 31 luglio 2009 |
| 4  | Peccatori 「罪人」 - Tsumibito                         | 16 dicembre 2003 | 3 agosto 2009  |
| 5  | La milizia 「修道騎士」 - Shūdō Kishi                  | 23 dicembre 2003 | 4 agosto 2009  |
| 6  | La strega dei gioielli 「宝石の魔女」 - Hōseki no Majo | 6 gennaio 2004   | 5 agosto 2009  |
| 7  | Il demone 「悪魔」 - Akuma                             | 13 gennaio 2004  | 6 agosto 2009  |
| 8  | Pioggia battente 「傀儡」 - Kairai                     | 20 gennaio 2004  | 7 agosto 2009  |
| 9  | Joshua 「ヨシュア」 - Yoshua                           | 27 gennaio 2004  | 10 agosto 2009 |
| 10 | Corna 「尖角」 - Senkaku                               | 3 febbraio 2004  | 11 agosto 2009 |
| 11 | La bestia 「けだもの」 - Kedamono                      | 9 febbraio 2004  | 12 agosto 2009 |
| 12 | Notte Santa 「聖夜」 - Seiya                           | 16 febbraio 2004 | 13 agosto 2009 |
| 13 | Il treno delle marionette 「姉」 - Ane                 | 23 febbraio 2004 | 14 agosto 2009 |
| 14 | Preghiera 「祈り」 - Inori                             | 1º marzo 2004    | 17 agosto 2009 |
| 15 | Gli inseguitori 「追手」 - Otte                        | 8 marzo 2004     | 18 agosto 2009 |
| 16 | Credente 「信仰者」 - Shinkōsha                        | 15 marzo 2004    | 19 agosto 2009 |
| 17 | Complici 「共犯者たち」 - Kyōhansha-tachi              | 22 marzo 2004    | 20 agosto 2009 |
| 18 | Fotografia 「四人」 - Yo Nin                           | 29 marzo 2004    | 21 agosto 2009 |
| 19 | Penitenza 「首」 - Kubi                                | 14 aprile 2004   | 24 agosto 2009 |
| 20 | Tentazioni 「毒」 - Doku                               | 22 aprile 2004   | 25 agosto 2009 |
| 21 | Maria Maddalena 「マグダレーナ」 - Magudarēna          | 29 aprile 2004   | 26 agosto 2009 |
| 22 | Addio 「さよなら」 - Sayonara                          | 20 maggio 2004   | 27 agosto 2009 |
| 23 | Il Brusio 「ノイズ」 - Noizu                           | 3 giugno 2004    | 28 agosto 2009 |
| 24 | Chrno 「クロノ」 - Kurono                              | 10 giugno 2004   | 31 agosto 2009 |